# Mauro Ottobre
Mauro Ottobre (Arco, 9 luglio 1974) è un politico italiano, deputato dal 2013 al 2018.

## Biografia
Mauro Ottobre è nato il 9 luglio 1974 ad Arco, figlio di emigrati, e ha ottenuto il diploma di qualifica d’Istituto Professionale.

### Attività politica
È entrato in politica nel 2003 e dal 2005 ha ricoperto la carica di assessore all'artigianato, cooperazione, patrimonio e cantiere del Comune di Arco. Nel 2008 è stato eletto in Consiglio Provinciale a Trento nelle liste del Partito Autonomista Trentino Tirolese.
Nell'ottobre del 2012 gli è stato attribuito il premio Nemico della Terra dall'associazione ambientalista Amici della Terra, per un disegno di legge a favore del ripristino della circolazione delle imbarcazioni a motore sull’alto Garda, e per aver difeso la bonifica agraria ai Gazzi, molto impattante territorialmente. Questa bonifica, secondo le associazioni ambientaliste, potrebbe presentare irregolarità tali da sfociare in un esposto-denuncia alla Procura della Repubblica.
Alle elezioni politiche del 2013 è stato candidato alla Camera dei deputati come rappresentante del PATT nella lista della SVP ed eletto deputato della XVII Legislatura. Si è iscritto, con agli altri cinque membri della SVP, al Gruppo misto denominato Minoranze linguistiche e fa parte della Commissione Difesa. È stato presente al 39.01% e assente al 60.98% delle votazioni elettroniche.
Nel 2016 è uscito dal PATT. Ha fondato il partito Autonomia Dinamica ed in consiglio comunale ad Arco ha lasciato la maggioranza per candidarsi a sindaco nelle amministrative del 2020.
Alle elezioni provinciali 2018 è candidato presidente della Provincia autonoma di Trento con Autonomia Dinamica ma raccoglie solo 5.237 voti (1,96%) e non entra nel consiglio.
Durante la campagna elettorale di tale elezioni, Ottobre aveva proposto di realizzare il nuovo collegamento stradale fra l'Alto Garda e Loppio, previsto inizialmente a canna unica, a doppia canna, sostenendo che ciò sarebbe stato possibile agli stessi costi; tuttavia, la sua versione è stata smentita nel marzo del 2019 dal presidente della Provincia Maurizio Fugatti (della Lega, partito che aveva sostenuto la tesi), il quale ha spiegato che, secondo le analisi dei tecnici, il tunnel a doppia canna avrebbe avuto un costo maggiore, stimato tra 15 e 20 milioni di euro, e avrebbe comportato un allungamento dei tempi di realizzazione di due o tre anni.

## Controversie
Indagini
Il 15 ottobre 2020 si apprende dalla stampa che Mauro Ottobre è tra gli indagati nell’indagine “Perfido” condotta dai carabinieri del Ros e coordinata dalla Procura di Reggio Calabria e di Trento, relativa alla presenza della ‘Ndrangheta in Trentino. L’ipotesi di reato è scambio elettorale politico-mafioso. Secondo gli inquirenti, Mauro Ottobre avrebbe accettato da Innocenzio Macheda, ritenuto il capo della cellula locale di ‘Ndrangheta, e da Demetrio Costantino la promessa di procurargli voti in cambio di altre utilità. All’attenzione degli investigatori è finito in particolare un incontro tra Ottobre e Macheda avvenuto nell’ottobre del 2018 al centro commerciale Cavalli di Civezzano: Macheda, sostengono gli inquirenti, avrebbe poi confermato al suo interlocutore l’impegno suo e dei suoi sodali nella raccolta di voti.
Nell'agosto 2021 la sua posizione viene stralciata dal processo.
Assenteismo
Nella sua esperienza di parlamentare l’onorevole Ottobre risulta essere il parlamentrare trentino con più assenze alle sedute dell’Aula: il 46,56% . Definito dal notiziario online La voce del Trentino “il re degli assenteisti”, Mauro Ottobre querela la testata per diffamazione, ma perde la causa ed è condannato al pagamento delle spese legali .
Diffamazione
Processato per diffamazione, è condannato (ottobre 2013) a otto mesi di reclusione (pena sospesa), 800 euro di multa e 3 mila euro di risarcimento a titolo provvisionale per aver diffamato il comandante della polizia locale Alto Garda Ivano Berti .